# Rudolf Girtler
Rudolf Girtler (* 13. April 1877 in Mauer bei Wien; † 7. Dezember 1952 in Windischgarsten) war ein österreichischer Bauingenieur und Hochschullehrer.

## Leben

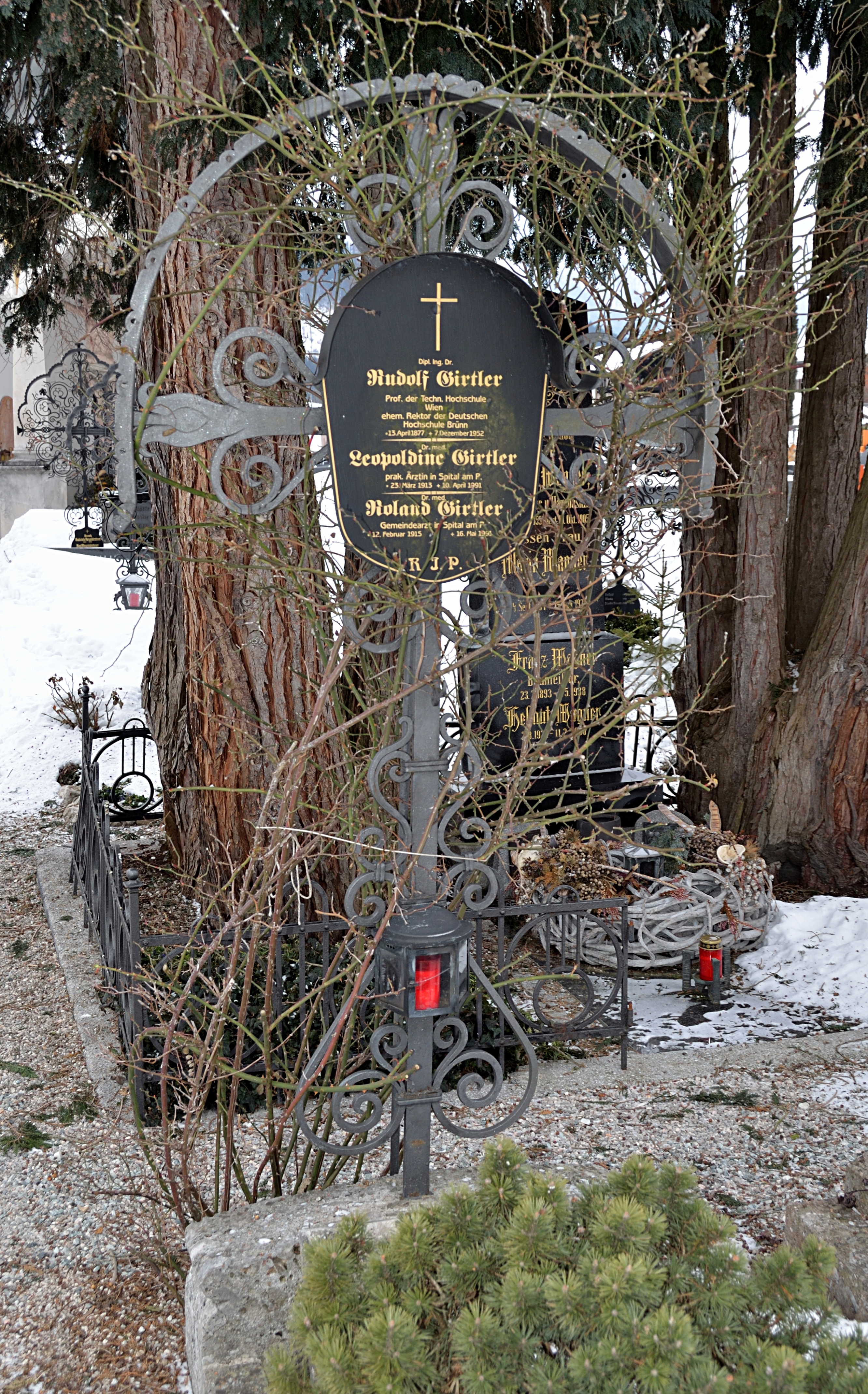
Grab auf dem Friedhof in Windischgarsten

Rudolf Girtler studierte an der Technischen Hochschule Wien Bauingenieurwesen. Hier schloss er sich dem Corps Symposion an, das ihn 1897 recipierte. Das Studium schloss er als Dipl.-Ing. ab. Von 1903 bis 1910 war er Assistent am Lehrstuhl für Physik der TH Wien. 1905 wurde er zum Dr. techn. promoviert. Er habilitierte sich und legte 1910 die Große Lehramtsprüfung für Enzyklopädie der Mechanik ab. Von 1911 bis 1920 war er Dozent an der TH Wien, bevor er 1920 als o. Professor für Elastizitäts- und Festigkeitslehre sowie Baustofflehre an die Deutsche Technische Hochschule Brünn berufen wurde. Er kehrte 1940 an die TH Wien zurück und lehrte als o. Professor bis 1945 Allgemeine Mechanik und Graphische Statik. Ein Enkel von ihm ist der österreichische Soziologe und Kulturanthropologe Roland Girtler.

## Werke
- Über die Beziehungen der Potentialtheorie zur kubischen Dilatation und der Beanspruchung in einem Punkt eines elastischen Körpers, 1905
- Über die Theorie des Druckversuches
- Über das Maß der Anstrengung beliebiger Spannungszustände in elastischen isotropen Körpern
- Über die Berechnung kinetostatisch unbestimmter Systeme, 1928
- Einführung in die Mechanik fester elastischer Körper und das zugehörige Versuchswesen, 1931
- Zur Berechnung von Dreiecksplatten, 1936